# Epaphrodita undulata
Epaphrodita undulata är en bönsyrseart som beskrevs av Henri Saussure 1870. Epaphrodita undulata ingår i släktet Epaphrodita och familjen Hymenopodidae. Inga underarter finns listade i Catalogue of Life.